# A Kiss at the End of the Rainbow
A Kiss at the End of the Rainbow ist ein von Michael McKean und Annette O’Toole für den Film A Mighty Wind geschriebener Filmsong. Interpretiert wird das Lied im Film von Eugene Levy und Catherine O’Hara als „Mitch & Mickey“. Das Lied wurde unter anderem für einen Oscar als das beste Filmlied nominiert.

## Entstehung
Das Ehepaar McKean und O’Hara schrieben das Lied, während sie mit dem Auto von Kalifornien nach Kanada fuhren, als es nach dem 9. November 2001 ein Flugverbot gab.

## Rezeption
Im Rolling Stone Australien wurde geurteilt: Während die anderen Lieder in A Mighty Wind um dieses Lied den Drahtseilakt zwischen Parodie und Ernsthaftigkeit vollführten, würden „Mitch & Mickey“ das Lied direkt spielen. Die anderen Lieder würden gespannt darauf achten, ob Mitch und Mickey am Ende den Kuss vollführen, insgeheim zugebend, dass es ein Lied aus der Zeit sei, als Folkmusik noch cool war.
Stephen Holden bezeichnete A Kiss at the End of the Rainbow als eine schwungvolle, aber bedeutungslose Ballade in einem Film, dessen Aussage sei, dass die Welle von Folkmusik in der 1960ern eine betrügerische vom Kommerz getriebene Rückbesinnung auf scheinbare Traditionen gewesen sei. Es sei der Höhepunkt der im Film gezeigten Show. Der Text des saccharin-artigen Chores (Oh when the veil of dreams is lifted / And the fairy tales have all been told / There's a kiss at the end of the rainbow / More precious than a pot of gold) sei so unklar, dass man die Bedeutung nur raten könne.

## Auszeichnungen
- Oscars 2004: Nominierung als bester Filmsong. Der Oscar ging an Fran Walsh, Howard Shore und Annie Lennox für Into the West aus Der Herr der Ringe: Die Rückkehr des Königs.[4]